# Psychotria deflexa
Psychotria deflexa är en måreväxtart som beskrevs av Dc.. Psychotria deflexa ingår i släktet Psychotria och familjen måreväxter.

## Underarter
Arten delas in i följande underarter:
- P. d. cubensis
- P. d. deflexa